# Božidar Kraut
Božidar Kraut, slovenski general, * 21. junij 1901, † 1. marec 1967.

## Življenjepis
Aprilsko vojno je dočakal kot artilerijski podpolkovnik. Med letoma 1941 in 1943 je bil vojni ujetnik, sprva v Nemčiji, nato pa v Italiji. 
Leta 1943 se je pridružil NOVJ, kjer je deloval na Hrvaškem. Po vojni je bil med drugim načelnik Štaba poveljstva artilerije JA, načelnik Uprave za vojaškotehnične raziskave,...